# God Bless Our Homeland Ghana
God Bless Our Homeland Ghana (Deus Abençoe Nossa Pátria Gana) é o hino nacional de Gana. Escrito e composto originalmente por Philip Gbeho, e adotado após a independência em 1957, a letra foi modificada após a copa em 1966.